# Збірна Колумбії з хокею із шайбою
Збірна Колумбії з хокею із шайбою  — національна чоловіча збірна команда Колумбії, яка представляє країну на міжнародних змаганнях з хокею. 

## Історія
Національна збірна Колумбії провела свій перший матч 2 березня 2014 року на Панамериканських іграх з хокею проти збірної Аргентини. Колумбія була однією з п'яти збірних, що брали участь у турнірі, окрім них та Аргентини у ньому змагались: Бразилія, Мексика та Канада. Після перемоги над Аргентиною 11:1, колумбійська збірна програла збірним Канади (3:9) та Мексики (2:11). Команда завершила турнір перемогою 14:0 над збірною Бразилії та посіла четверте місце. У матчі за третє місце перемогли Аргентину 9:1.

## Виступи на міжнародних турнірах

### Панамериканські ігри
| Рік  | Господар | Результат | І | В | ВО | ПО | П |
| ---- | -------- | --------- | - | - | -- | -- | - |
| 2014 | Мехіко   | 3-є місце | 5 | 3 | 0  | 0  | 2 |
| 2015 | Мехіко   | 1-е місце | 5 | 4 | 1  | 0  | 0 |
| 2016 | Мехіко   | 1-е місце | 6 | 4 | 1  | 0  | 1 |
| 2017 | Мехіко   | 2-е місце | 6 | 4 | 0  | 0  | 2 |

## Статистика зустрічей на міжнародній арені
Станом на 11 червня 2017 року.
| Збірна    | І | В | Н | П | Ш       |
| --------- | - | - | - | - | ------- |
| Канада    | 1 | 0 | 0 | 1 | 3 : 9   |
| Аргентина | 5 | 5 | 0 | 0 | 33 : 4  |
| Бразилія  | 5 | 4 | 1 | 0 | 36 : 4  |
| Мексика   | 6 | 2 | 0 | 4 | 14 : 27 |